# Championnat de Singapour de football 2006
Navigation
Saison 2005 Saison 2007
La saison 2006 du Championnat de Singapour de football est la soixante-quatorzième édition de la première division à Singapour, organisée par la fédération singapourienne sous forme d'une poule unique où toutes les équipes rencontrent trois fois leurs adversaires. Il n'y a pas de relégation puisque les clubs inscrits sont des franchises, à l'image de ce qui se fait dans les championnats australien ou américain. 
C'est le club de Singapore Armed Forces FC qui remporte le championnat cette saison, après avoir terminé en tête du classement final, avec neuf points d'avance sur le double tenant du titre, Tampines Rovers et seize sur les Young Lions U-23. C'est le huitième titre de champion de Singapour du club.
À l'issue de la saison, le champion et le vainqueur de la Coupe de Singapour (ou le finaliste en cas de doublé) se qualifient pour la Coupe de l'AFC.
Avant le début de la compétition, on assiste au retour en S-League de Gombak United FC ainsi qu'aux débuts d'une nouvelle franchise composée de joueurs étrangers, le Sporting Afrique FC, avec des joueurs de quatre pays africains (Nigeria, Cameroun, Ghana et Kenya). Ensuite, le club de Paya Lebar Punggol fusionne avec Sengkang Marine pour former le Sengkang Punggol FC. Enfin, le club de Sinchi FC quitte le championnat à partir de cette saison.

## Les clubs participants
| - Home United FC - Sengkang Punggol FC - Singapore Armed Forces FC - Woodlands Wellington FC - Albirex Niigata Singapour FC - Sporting Afrique FC | - Tampines Rovers - Geylang United - Balestier Khalsa FC - Gombak United FC - Young Lions U-23 |

## Compétition
Le barème de points servant à établir le classement se décompose ainsi :
- Victoire : 3 points ;
- Match nul : 1 point ;
- Défaite : 0 point.

### Classement
| Rang | Équipe                       | Pts | J  | G  | N | P  | Bp | Bc | Diff |
| ---- | ---------------------------- | --- | -- | -- | - | -- | -- | -- | ---- |
| 1    | Singapore Armed Forces FC    | 68  | 30 | 20 | 8 | 2  | 71 | 36 | +35  |
| 2    | Tampines RoversTC            | 57  | 30 | 16 | 9 | 5  | 70 | 42 | +28  |
| 3    | Young Lions U-23             | 52  | 30 | 15 | 7 | 8  | 67 | 43 | +24  |
| 4    | Home United FC               | 51  | 30 | 15 | 6 | 9  | 49 | 40 | +9   |
| 5    | Woodlands Wellington FC      | 47  | 30 | 13 | 8 | 9  | 60 | 45 | +15  |
| 6    | Albirex Niigata Singapour FC | 45  | 30 | 12 | 9 | 9  | 52 | 44 | +8   |
| 7    | Balestier Khalsa FC          | 37  | 30 | 10 | 7 | 13 | 50 | 61 | -11  |
| 8    | Gombak United FC             | 32  | 30 | 8  | 8 | 14 | 48 | 54 | -6   |
| 9    | Sporting Afrique FCP         | 24  | 30 | 5  | 9 | 16 | 36 | 58 | -22  |
| 10   | Geylang United               | 23  | 30 | 6  | 5 | 19 | 22 | 62 | -40  |
| 11   | Sengkang Punggol FC          | 18  | 30 | 4  | 6 | 20 | 32 | 72 | -40  |

|  | Qualification pour la Coupe de l'AFC 2007                                                |
|  | T : Tenant du titre C : Vainqueur de la Coupe de Singapour P : Club débutant en S-League |

## Bilan de la saison
| Championnat de Singapour de football 2006 |                                      |
| Champion                                  | Singapore Armed Forces FC (8e titre) |
| Coupes et trophées                        |                                      |
| Vainqueur de la Coupe de Singapour 2006   | Tampines Rovers                      |
| Qualifications continentales              |                                      |
| Coupe de l'AFC 2007                       | Singapore Armed Forces FC            |
| Coupe de l'AFC 2007                       | Tampines Rovers                      |
| Promotions et relégations                 |                                      |
| Promus en S-League                        | Aucun                                |
| Relégués en Division II                   | Aucun                                |